# British Board of Film Classification
British Board of Film Classification (BBFC) är organisationen som ligger bakom åldersklassificeringarna på filmer och vissa TV-spel i Storbritannien.

## Symboler
BBFC:s använder dessa märkningar.
| Symbol | Namn               | Definition                                                                                              |
| ------ | ------------------ | --- |
| Uc     | Universal Children | Lämplig för alla åldrar, men speciellt gjord för barn under 7 år. Detta användes fram till 2009.        |
| U      | Universal          | Lämplig för alla åldrar, innehåller inget olämpligt för barn.                                           |
| PG     | Parental Guidance  | Lämplig för alla åldrar, men föräldrar råds att veta att vissa scener är olämpliga för barn under 8 år. |
| 12A    | 12 Accompanied     | Lämplig för personer över 12 år gamla. Barn under 12 år är tillåtna i vuxet sällskap.                   |
| 12     | 12                 | Lämplig för personer över 12 år gamla.                                                                  |
| 15     | 15                 | Lämplig för personer över 15 år gamla.                                                                  |
| 18     | 18                 | Lämplig för personer under 18 år gamla.                                                                 |
| R18    | Restricted 18      | Lämplig för personer över 18 år gamla.                                                                  |